# Obertus Giphanius

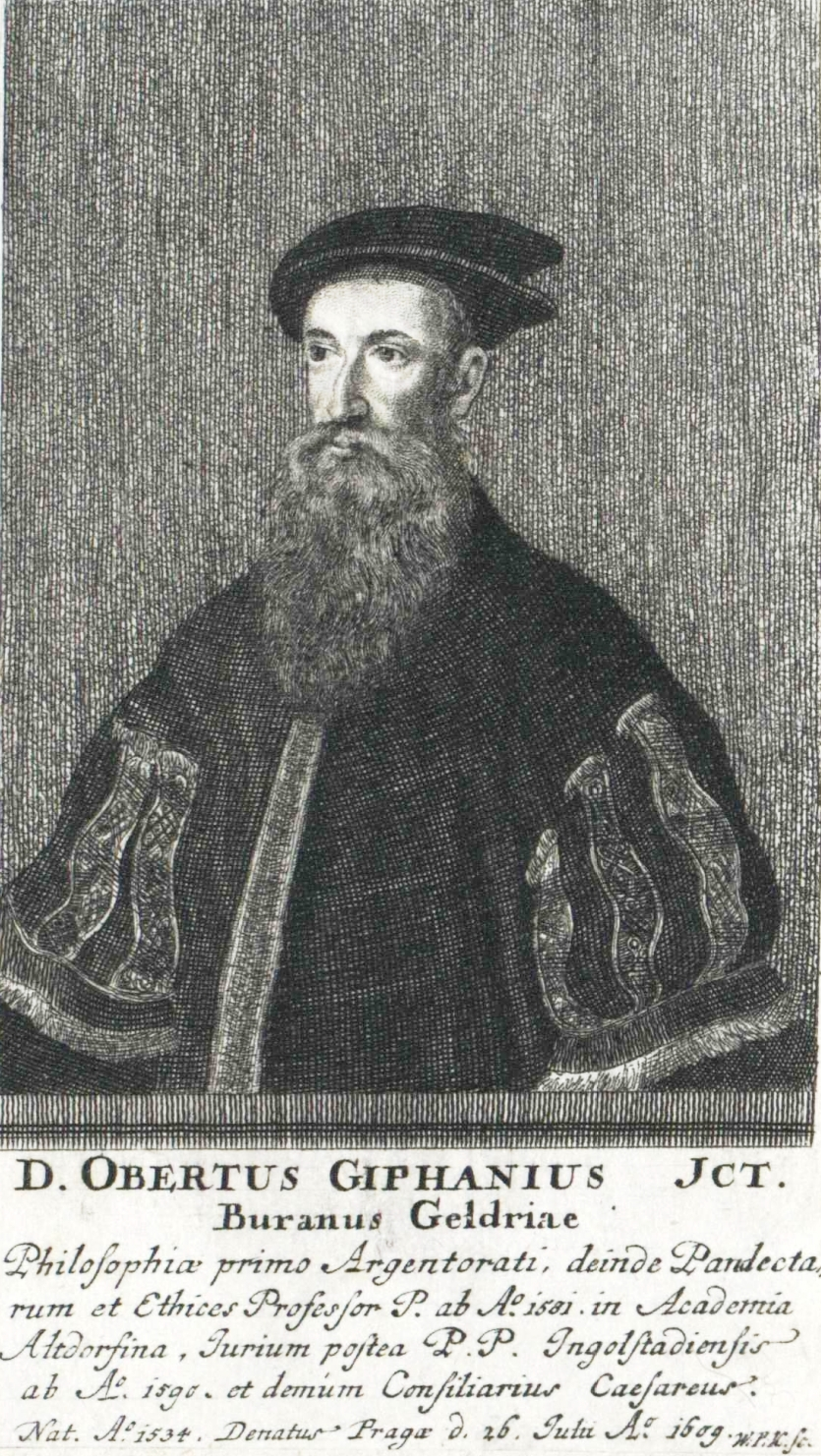
Giphanius auf einem Stich aus der Zeit um 1700 von Wolfgang Philipp Kilian

Hubert van Giffen, latinisiert Obertus Giphanius, auch nach Eigenschreibweise Hubrecht van Giffen (* 1534 in Buren; † 26. Juli 1604 in Prag) war ein deutscher Philologe und Jurist.

## Leben
Obertus Giphanius entstammte einer protestantischen Grundbesitzerfamilie in Geldern. Er studierte zunächst Philologie an der Universität Löwen, danach Jurisprudenz an den Universitäten von Orléans, Bourges und Paris. In Bourges war Jacques Cujas sein Lehrer, zudem studierte er bei Joachim Hopperus und Barnabas Brissonius. Schon als Student publizierte er eine als vorbildhaft empfundene Ausgabe von De rerum naturae des Lukrez, die nach Ansicht von Joseph Justus Scaliger ein Plagiat war. Nachdem er in Orleans 1567 in den Rechtswissenschaften promoviert worden war, bereiste er zweimal Italien, beim ersten Mal im Gefolge des Gesandten Paul de Foix durch Oberitalien bis nach Venedig. Dank seiner Briefwechsel mit Thomas Rehdiger und Johann Crato von Krafftheim sind die nächsten Jahre seines Lebens gut belegt. Er widmete sich vor allem philologischen und philosophischen Studien, freundschaftliche Verbindungen unterhielt er unter anderem mit Joseph Justus Scaliger, Carlo Sigonio und Hubert Languet. 1571 erfolgte die Berufung auf den Lehrstuhl für Ethik, Logik und die Institutiones Iustiniani der Universität Straßburg, wo er bis 1582 lehrte. Giphanius las hier beispielsweise zu Aristoteles, seine Schriften dazu, ebenso wie zu Platon, erschienen jedoch erst posthum. Außerdem arbeitete er an Editionsprojekten der Druckerei des Theodosius Rihel mit, dazu gehörten Ausgaben des Flavius Josephus und des Homer ebenso wie ein Cicero-Lexikon und eine Übersetzung des Titus Livius. Er heiratete 1573 Anna Margarethe († 1575/76), die Tochter des lutherischen Theologen Johannes Marbach, auf dessen Seite er in die Streitigkeiten mit dem reformierten Johannes Sturm eingriff, obwohl er selbst eher den Reformierten angehörte. 1575 veröffentlichte er Ergänzungen zur Geschichte der Reformation des Johannes Sleidanus. Da er hier unbewiesene Behauptungen zur Verfolgung von Protestanten in Wien einschließlich Verdächtigungen gegen den Kaiser aufstellte, musste er mehrere Monate in Untersuchungshaft verbringen. Durch Vermittlung Cratos kam es schon zuvor zu einer Annäherung an Sturm, der wie Crato für Giphanius eintrat. In dieser Zeit starb auch seine Frau, was nach der Entlassung aus dem Gefängnis zu Streitigkeiten mit Marbach um die Mitgift führte.
1583 folgte Giphanius einem Ruf an die Academia Norica in Altdorf bei Nürnberg, die allerdings erst 1622 eine Universität werden sollte. Hier war er Professor für Pandekten und Philologie, die nichtjuristischen antiken Texte rückten nun weitestgehend aus seinem Blickwinkel. Er erwarb sich schnell seinen überaus guten Ruf als humanistischer Jurist, binnen kürzester Zeit galt er als angesehenster deutscher Jurist, der auch über die deutschen Grenzen hinaus nur Cujas als noch angesehenere Instanz neben sich hatte. Zudem hatte er entscheidenden Einfluss auf den Lehrplan und wirkte damit gegen den anti-aristotelischen Ramismus. 1584 heiratete er erneut, mit seiner Frau Justina Oelhafe († 1612) hatte er mit Johann von Giffen sein einziges Kind. Sie stammte aus der angesehenen Nürnberger Familie der Paumgartners Er betrieb auch die Berufung von Hugues Doneau nach Altdorf, geriet jedoch schnell mit diesem in Konflikt. Somit wechselte er 1590 auf den neben Andreas Fachinäus zweiten juristischen Lehrstuhl an die jesuitisch geprägte Universität Ingolstadt, 24 seiner Studenten, darunter sein neben Kaspar Schoppe wichtigster Schüler Konrad Rittershusius, folgten ihm. In der Ingolstädter Zeit konvertierte Giphanius zum Katholizismus. Seine in Altdorf schon offenbarten charakterlichen Schwächen traten in Ingolstadt noch deutlicher hervor. Persönliche und berufliche Gründe ließen ihn 1599 einen Ruf an den Reichshofrat in Prag annehmen. Seine Familie indes ließ er ohne Unterstützung in Ingolstadt zurück, mit der Familie der Frau war es schon zuvor zum Bruch gekommen. Bei seinem Tod soll er ein Vermögen von 15.000 Gulden hinterlassen haben.
Als Jurist vertrat Giphanius eine enge Anlehnung an die antiken Rechtsquellen, womit er in der Tradition seines Lehrers Cujas stand und deshalb „deutschen Cujas“ genannt wurde. Insbesondere die Systematik und den inneren Zusammenhalt des Corpus iuris civilis waren für ihn von essentieller Bedeutung. Dafür sollten auch Juristen Grundkenntnisse des Lateinischen und des Altgriechischen beherrschen. Diese Sicht vertrat er auch in der Lehre, wie aus Mitschriften von Studenten überlieferte Vorlesungen aus der Zeit in Altdorf belegen, die nach seinem Tod publiziert wurden. Neben Hugo Donellus gehört er zu den Neuerern der juristischen Lehrmethoden. Seine Gegner warfen ihm hingegen vor, eher „Criticus“ als Jurist zu sein, „Der durch Scharfsinn und Wissen hervorragende Gelehrte hatte als Mensch schwere Charakterfehler.“ Theodor Schirmer spricht von „Unwahrheit, Eitelkeit und Geldgier [...] durch amtliche und nicht amtliche Documente gleichmäßig erwiesen“ sowie „Mit der vollste Anerkennung verdienenden Lehrthätigkeit verbindet sich das Bestreben, durch allerhand unlautere Mittel den Collegen die Zuhörer abspänstig zu machen. Von den eigenen Angehörigen kommen die bittersten Klagen über den schmutzigen Geiz des G., unter dem seine Familie unsäglich zu leiden hatte; Wortbrüchigkeit ist fast zur Regel bei ihm geworden; um ihn zur Rückgabe geborgter Bücher zu vermögen, mußte einmal Personalarrest gegen ihn verhängt werden.“ Fachlich führt er hingegen aus: „Aber auch das, was uns dergestalt erhalten ist, reicht aus, um erkennen zu lassen, welch’ einen bedeutenden Gelehrten Deutschland in G. besessen, wie namentlich eine so glückliche Vereinigung der drei Richtungen der Jurisprudenz, der systematisch-philosophischen, kritisch-historischen und praktischen, zumal im Verein mit so überlegenen Geistesgaben, uns vor dem 19. Jahrhunderte kaum wieder im Vaterlande begegnet.“

## Schriften

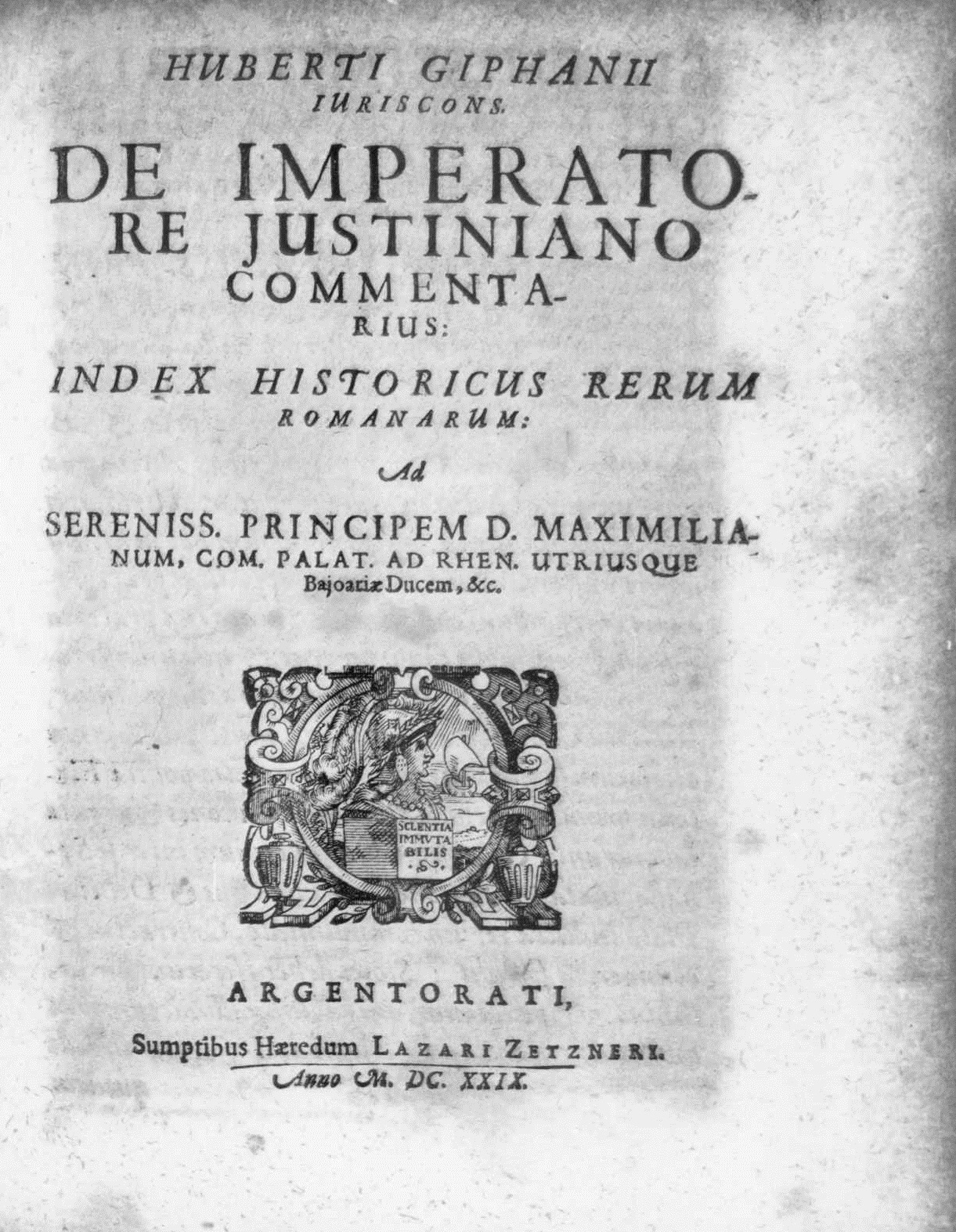
In quatuor libros Institutionum iuris civilis commentarius, 1629

- T. Lucretii Cari De rerum natura libri sex, mendis innumerabilibus liberati; & in pristinum paene, veterum potissime librorum ope ac fide, ab Oberto Gifanio Burano Iuris studioso, restituti, Antuerpiae 1566
- Theses de usucapione et praescriptionibus temporum, Argentoratum 1575
- Theses communes de contractibus, de pactis, propriae de mutuo, Argentoratum 1576
- Theses de testamentis ordinandis, Argentoratum 1576
- Theses de pactis, Altorphii 1584
- Theses de testamento militari, Altorphii 1586
- Commentarius de divisionibus iuris novis interpretum quorundam maxime glossographorum in theses aliquot coniectis, Altorphium 1587
- Ilias, seu potius omnia eius quae extant opera, Argentorati 1588
- Homerus, Odyssea, Argentorati 1588
- Theses de actionibus servitutum, Altdorphii 1588
- Theses de principiis iuris sumptae ex D. C. tit. de iustitia et iure et tit. de legib., Altorphii 1588
- Theses de statu et iure personarum, Altorphii 1588
- Theses ad nobilem L. XV. Si is qui pro emptore D. de usurpationibus, usucapionibus, Altorphii 1590
- De Imperatore Ivstiniano Commentarius. Index Historicvs Rervm Romanarvm et Dispvtatio De Actionibvs empti et Venditi, Ingolstadii 1591
- Disputatio de actionibus empti et venditi, in theses aliquot coniecta, Ingolstadium 1591
- Theses De Procvratoribvs et Defensoribvs, Ingolstadii 1591
- Disputatio de iureiurando, Ingolstadium 1592
- Disputatio de mutuo, in theses aliquot coniecta, Ingolstadii 1592
- Theses de fructibus, Ingolstadii 1592
- Theses de ordinandis et infirmandis testamentis et codicillis, Ingolstadium 1592
- Disp. de pignoribus et hypothecis, Ingolstadii 1593
- Disputatio de iniuriis, Ingolstadii 1593
- Theses iuris de his qui potiores in pignore, quique in priorum locum succedunt, Ingolstadium 1593
- Theses De Locatione et Condvctione, Ingolstadii 1594
- Theses de operis novi nuntiatione et interdicto quod vi aut clam, Ingolstadium 1594
- Theses de solutione, Ingolstadii, 1594
- Theses de rebus pupilli, et minorum XXV. annis sine decreto non alienandis vel obligandis, Ingolstadium 1595
- Theses de restitutione maiorum XXV. annis, Ingolstadii 1595
- Disputatio ex titulis Codicis de novationibus, de solutionibus, et de evictionibus, Ingolstadium 1596
- Disp. iuris. de delictis et poenis, in theses aliquot summatim coniecta, Ingolstadium 1598
- Lecturae altorphinae, Francofurti 1605
- Antinomiae Iuris Feudalis, Siue Disputationes XI, Francofurti 1606
- Commentarius in quatuor libros institutionum iuris civilis a Iustiniano principe sacratissimo compositos, perelegans, ac omnibus praesertim in scholis versantibus vere necessarius ac perutilis, Francofurti 1606

## Einzelbelege
1. ↑  Hans Liermann: Giphanius, Hubertus. In: Neue Deutsche Biographie (NDB). Band 6, Duncker & Humblot, Berlin 1964, ISBN 3-428-00187-7, S. 407 (Digitalisat).
2. ↑  Theodor Schirmer: Giphanius, Hubert. In: Allgemeine Deutsche Biographie (ADB). Band 9, Duncker & Humblot, Leipzig 1879, S. 182–185.

| Personendaten    | Personendaten |
| ---------------- | --- |
| NAME             | Giphanius, Obertus |
| ALTERNATIVNAMEN  | Giffen, Hubert; Giffen, Hubrecht van; Gifanius, Hubertus; Giphan, Hubert; Giphanius, Hubert; Gifanius, Hubert; Giffen, Obertus van; Gifanius, Obertus; Gyphanius, Obertus; Giffen, Hubertus van; Gyphanius, Hubertus; Giphanius a Giffen, Hubertus; Van Giffen, Hubert; VanGiffen, Hubert; Giphanius, Hubertus; Giffen, Hubert van; Giphanus, Obertus |
| KURZBESCHREIBUNG | deutscher Philologe und Jurist |
| GEBURTSDATUM     | 1534 |
| GEBURTSORT       | Buren |
| STERBEDATUM      | 26. Juli 1604 |
| STERBEORT        | Prag |